# Gypsy MC
Der Gypsy MC ist einer der ältesten Motorradclubs der Welt.

## Geschichte
Der Club wurde von Lee Simerly aus Maryville, Louisiana (USA), oder seinen Söhnen gegründet. Von 1960 bis 1964 führte Lees Sohn Jack Simerly, bekannt als Papa Jack, den Club. Der Gypsy MC wuchs und entwickelte sich langsam zu einer kriminellen Vereinigung. 1966 reorganisierte Papa Jack den Club, um das angeschlagene Ansehen der Motorradfahrer in der Öffentlichkeit zu verbessern. Zur optischen Unterscheidung zu den sogenannten Outlaw Motorcycle Gangs, die standardmäßig eine schwarze Leder- bzw. blaue Jeansweste (die sogenannte Kutte) tragen, wurde für die Mitglieder des Gypsy MC das Tragen einer goldgelben Weste im Stil der Mississippi Gambler Vest verbindlich, was bis heute das unveränderte Markenzeichen des Clubs ist.
Der GYPSY MC wurde Mitglied der American Motorcyclist Association und gleichzeitig der Texas Motorcycle Riders Association. Ab 1973 erfolgte eine massive Ausdehnung des Clubs innerhalb und außerhalb der USA. Es entstanden Chapter (selbstständige lokale Untergliederungen) in Louisiana, Texas, New Mexico, Oklahoma, Kansas und Florida sowie in Mexiko und seit 1983 auch in Deutschland.
1986 übernahm Pappy Jim von Papa Jack das Amt des international President. Von 1994 bis 2001 stand Bert Lynch, genannt „Erdin-Erdin“ als Chairman of the Board und International President an der Spitze des Gypsy MC. Von 2001 bis zum Sommer 2014 wurde der Club von HAP Simerly, einem Sohn des Gründers, geleitet. Dieser  übergab wiederum die Leitung an seinen Sohn Jim Simmerly (Road-Name "Roadrunner"). Er besteht derzeit aus 65 Chaptern mit mehr als 1900 Mitgliedern.
1982 brachten Angehörige der amerikanischen Streitkräfte die Gypsy-Ideologie nach Göppingen. Dort entstand das erste deutsche Chapter. 1983 erfolgte – durch Zustrom deutscher Mitglieder – die Gründung der Chapter Augsburg, München und Detmold. In den folgenden Jahren kam es sowohl zu Neugründungen als auch zu Schließungen von Ortsgruppen, überwiegend im südlichen Teil der Bundesrepublik. In Deutschland sind heute nur noch zwei Chapter aktiv.

## Name und Symbole
1932 galten Motorradfahrer als Außenseiter der Gesellschaft und in Anbetracht der damaligen wirtschaftlichen Krise in den USA erhielten die Member des Gypsy MC den Beinamen „sauere Gurken der Gesellschaft“. Daraus entstand das bis heute nahezu unverändert getragene „Gurkenabzeichen“, genannt „Pickle-Patch“ Backpatch.
Die Schriftzüge sind rot umrandet, die Schrift selbst schwarz auf weißem Grund. Da zur damaligen Zeit die Embleme noch per Hand aufgemalt wurden, entstand die für den Gypsy MC charakteristische Schrift, deren Konturen durch die Tupftechnik eines Pinsels entstanden. 
Das Backpatch und der Name GYPSY MC sind markenrechtlich geschützt. Der zusätzlich verwendete Patch "GFFG" bedeutet "Gypsy forever - forever Gypsy" und soll die Dauerhaftigkeit der Mitgliedschaft unterstreichen.